# 第5回東京優駿大競走
第5回東京優駿大競走（だい5かいとうきょうゆうしゅんだいきょうそう）は、1936年4月29日に東京競馬場で施行された競馬の競走である。追い込んだ伊藤正四郎騎乗の5番人気トクマサがアタマ差で優勝した。

## レース施行時の状況
過去4回の東京優駿と異なり、1936年の戦線では確たる人気馬が存在せず、混戦模様だった。小岩井農場の最高価格馬パプステツドが新呼馬競走の好内容で評判を呼び、出走13頭のなかで1番人気に支持された。千明牧場のマルヌマはこれと人気を分け合い、調教の好内容や血統に由来する重馬場適正が期待された。続いてハツピーライトが3番人気、牝馬ピアスアロートマスが差が無く4番人気となった。5戦1勝の成績で臨み、東京優駿の1週間前から急激に本格化したと一部に注目されていたトクマサは5番人気に収まった。トクマサの調教師尾形景造は馬場の悪さを聞き、同馬の蹄鉄を歯鉄に打ち替え、また騎手の伊藤正四郎と相談して後方待機に懸ける作戦を立てた。

## 出走馬と枠順
- 1936年4月29日
- 天気：曇、馬場状態：稍不良

| 馬番 | 人気 | 競走馬名           | 性齢 | 騎手       | 調教師     |
| ---- | ---- | ------------------ | ---- | ---------- | ---------- |
| 1    | 1    | パプステツド       | 牡3  | 鈴木信太郎 | 鈴木信太郎 |
| 2    | 6    | マリーユートピア   | 牝3  | 大久保房松 | 大久保房松 |
| 3    | 9    | シンヨリーナトマス | 牝3  | 稗田十七二 | 稗田虎伊   |
| 4    | 5    | トクマサ           | 牡3  | 伊藤正四郎 | 尾形景造   |
| 5    | 3    | ハツピーライト     | 牡3  | 秋山辰治   | 秋山辰治   |
| 6    | 10   | バンプクカナメ     | 牡3  | 石毛彦次郎 | 石毛彦次郎 |
| 7    | 2    | マルヌマ           | 牡3  | 中村広     | 中村広     |
| 8    | 11   | イロハ             | 牝3  | 時雨芳蔵   | 清水茂次   |
| 9    | 12   | マツヨシ           | 牡3  | 金子禎介   | 堀弥作     |
| 10   | 8    | ヒダカヤマ         | 牡3  | 武平三     | 元石吉太郎 |
| 11   | 7    | シヤダイザクラ     | 牝3  | 大久保亀治 | 尾形景造   |
| 12   | 13   | キンテキ           | 牡3  | 古賀嘉蔵   | 尾形景造   |
| 13   | 4    | ピアスアロートマス | 牝3  | 井川為男   | 稗田虎伊   |

## 当日の競馬場模様
当日は曇天だったが、前日の雨の影響から芝は稍不良馬場で、東京優駿は創設以来5年連続の道悪のなか施行される運びとなった。

## 競走結果
ハツピーライトが好発を決めたが、1コーナー付近で一気に仕掛けたピアスアロートマスが先頭に立ち、競走を主導した。これにマルヌマ、マリーユートピア、パプステツド、トクマサが続いた。直線に入ると4番手追走のトクマサが伸びて、トクマサの鞍上伊藤正四郎の鞭が折れ曲がるほどの追い込みの末、逃げ込むピアスアロートマスをアタマ差交わして優勝した。
人気薄の勝利となったが、当時の配当上限は200円だったため、単勝払い戻し金は上限200円に留まり、ハズレ券に9円50銭の特別配当が提供された。

### 競走着順
| 着順 | 競走馬名           | タイム      | 着差   |
| ---- | ------------------ | ----------- | ------ |
| 1    | トクマサ           | 2分42秒+1⁄5 |        |
| 2    | ピアスアロートマス |             | アタマ |
| 3    | ハツピーライト     |             | 1+3⁄4  |
| 4    | シンヨリーナトマス |             |        |
| 5    | マリーユートピア   |             |        |
| 6    | パプステツド       |             |        |
| 7    | バンプクカナメ     |             |        |
| 8    | マルヌマ           |             |        |
| 9    | イロハ             |             |        |
| 10   | マツヨシ           |             |        |
| 11   | ヒダカヤマ         |             |        |
| 12   | シヤダイザクラ     |             |        |
| 13   | キンテキ           |             |        |